# Tamboara
Tamboara ist ein brasilianisches Munizip im Nordwesten des Bundesstaates Paraná. Es hat 4.880 Einwohner (2022), die sich Tamboarenser nennen. Seine Fläche beträgt 193 km². Es liegt 464 Meter über dem Meeresspiegel.²

## Geschichte
Die Gründung und Kolonisierung der Gemeinde wurde von der Sociedade Técnica e Colonizadora Engenheiro Beltrão durchgeführt. Durch das Staatsgesetz Nr. 253 wurde das Munizip am 26. November 1954 von Paranavaí abgetrennt. Die offizielle Gründung fand am 26. November 1955 statt. Der erste Bürgermeister war Duílio Trevisani Beltrão, einer der Gründer der Ortschaft.

## Toponym
Der Name Tamboara stammt aus dem Tupi (Indianersprache). Er wurde zu Ehren eines großen Indianerhäuptlings und Anführers seiner Nation, Kazike Tamboara, gewählt.

## Geografie

### Vegetation
Das Biom von Tamboara ist Mata Atlântica. Das Munizip liegt auf der dritten Hochebene von Paraná (Terceiro Planalto Paranaense) in dem Polygon zwischen Pirapó, Paranapanema, Paraná, der Mündung des Piquiri und dem Unterlauf des Ivaí, dessen Böden aus Caiuá-Sandstein (Arenito Caiuá) bestehen. Es ist sandiges Land, das bis zur Besiedlung mit tropischem Urwald bedeckt war. Es ist weniger fruchtbar als die östlich anschließenden Gebiete mit Terra-Roxa-Böden. Im Unterschied zum Süden Paranás wachsen hier keine Araukarien.

### Gewässer
Tamboara liegt im Einzugsbereich des Ivaí. Es wird durchflossen vom Rio Surucuá, der bei Paraiso do Norte in den Ivaí mündet, und vom Ribeirão Tamboara, der über den Ribeirão Anhumaí ebenfalls zum Ivaí fließt. 

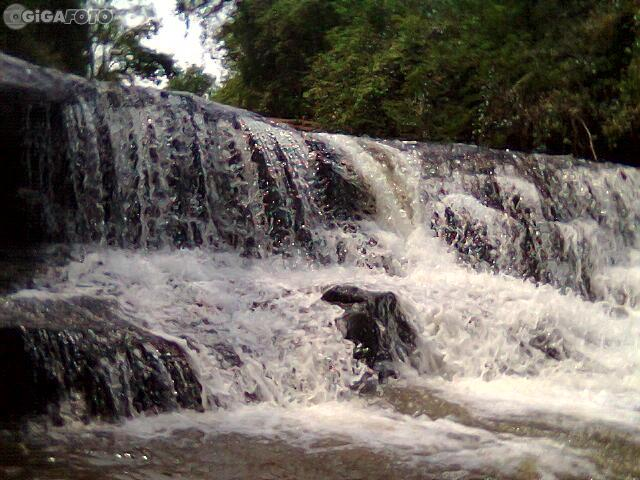
Wasserfall am Ribeirão Tamboara

### Straßen
Tamboara  liegt an der brasilianischen Bundesstraße BR-158, die Brasilien von Altamira im Bundesstaat Pará im Norden bis an die uruguayische Grenze im Süden durchläuft. Nächste Stadt in Richtung Norden ist Paranavaí, in Richtung Südwesten kommt Paraíso do Norte als nächste Stadt.

### Nachbarmunizipien
|                      | Paranavaí                                   | Alto Paraná    |
| Nova Aliança do Ivaí | Kompassrose, die auf Nachbargemeinden zeigt | Nova Esperança |
| Paraíso do Norte     | São Carlos do Ivaí                          | Floraí         |

### Klima
Das Klima ist feucht-subtropisch. Die Sommer sind heiß und niederschlagsreich mit einer Durchschnittstemperatur über 22 °C. In Wintern treten selten Fröste auf, die Durchschnittstemperatur liegt unter 18 °C. Es gibt keine definierte Trockenzeit.

## Wirtschaft
Die Wirtschaft von Tamboara ist im Wesentlichen agrarisch geprägt. Die wichtigsten landwirtschaftlichen Produkte sind Zuckerrohr, Maniok und Mais, aber auch Baumwolle, Knoblauch, Erdnüsse, Reis, Kaffee, Kaki, Orangen, Sojabohnen und andere werden angebaut. Die Rinderzucht ist ebenfalls sehr ausgeprägt, mit einer Anzahl von Rindern, die fast 4 Mal größer als die menschliche Bevölkerung ist. Die Geflügelproduktion ist entwickelt und mechanisiert.

## Kommunalverwaltung
Bürgermeister: Antonio Carlos Cauneto, PSD
Stellvertretender Bürgermeister: Valdeci Pereira de Almeida, PSB

## Bevölkerung
Zu der Zeit, als in den 1950er und 1960er Jahren der Kaffee boomte, erreichte die Gemeinde ihren höchsten Bevölkerungsstand mit ca. 12.000 Einwohnern. Viele Bauern aus verschiedenen Regionen Brasiliens, hauptsächlich aus São Paulo, Minas Gerais und Bahia fanden Arbeit auf den Plantagen. Mit dem Rückgang des Kaffeeanbaus sank die Bevölkerung auf etwa 5.000 Einwohner.

### Bevölkerungsentwicklung
| Jahr | Einwohner | Stadt | Land    |
| ---- | --------- | ----- | ------- |
| 1960 | 11.831    | 1.529 | 10.302  |
| 1970 | 9.793     | 2.370 | 7.423   |
| 1980 | 5.267*)   | 2.333 | 2.934*) |
| 1991 | 4.579     | 2.850 | 1.729   |
| 2000 | 4.255     | 3.384 | 871     |
| 2010 | 4.664     | 3.996 | 668     |
| 2022 | 4.880     | ?     | ?       |

Quelle für 1970 - 2010: IBGE (2011)  und Volkszählung 2022
*: Im Juli 1976 vernichtete ein „Schwarzer Frost“, portugiesisch geada negra, die gesamten Kaffeepflanzungen in Paraná. Die Landbevölkerung zog teils in die städtischen Gebiete, teils in andere Teile des Landes um.

### Index der menschlichen Entwicklung (HDI)
Human Development Index (HDI) 2010: 0,731
- Einkommensindex: 0,679
- Lebenserwartungsindex: 0,852
- Bildungsindex: 0,674

### Ethnien
Ethnische Gruppen sind nach der statistischen Einteilung des IBGE (Stand: 2000 und 2010):
| Gruppe      | Anteil 2000 | Anteil 2010 | Anmerkung*)                                                                             |
| ----------- | ----------- | ----------- | --------------------------------------------------------------------------------------- |
| Brancos     | 3.113       | ▲ 4.664     | wer sich als "weiß" erklärt                                                             |
| Pardos      | 727         | ▲ 1.174     | wer sich als "braun" erklärt oder mit einer Mischung aus mehreren Gruppen identifiziert |
| Pretos      | 394         | ▼ 247       | wer sich als "schwarz" erklärt                                                          |
| Amarelos    | 14          | ▼ 8         | Asiaten                                                                                 |
| Indígenas   | -           | -           | indigene Bevölkerung                                                                    |
| ohne Angabe | 6           | –           |                                                                                         |
| Gesamt      | 12.717      | ▲ 13.663    |                                                                                         |

*) Das IBGE verwendet für Volkszählungen seit 1991 ausschließlich diese fünf Gruppen. Die Gruppenzugehörigkeit wird bei der Befragung vom Einwohner selbst festgelegt. Das IBGE verzichtet bewusst auf Erläuterungen.